# Чемпионат Европы по академической гребле 1929
Чемпионат Европы по академической гребле 1929 года проводился в польском городе Быдгощ в пригороде Ленгново с 16 по 19 августа. Соревнования были только среди мужчин, соревновались во всех семи олимпийских классах лодок (M1x, M2x, M2-, M2+, M4-, M4+, M8+). Присутствовало 30 тысяч зрителей.

## Итоги соревнований
| Дисциплина | Золото | Золото | Серебро | Серебро | Бронза | Бронза |
| ---------- | --- | ------ | --- | ------- | --- | ------ |
| Дисциплина | Страна и гребцы | Время  | Страна и гребцы | Время   | Страна и гребцы | Время  |
| M1x        | Нидерланды - Берт Гюнтер | 6:32,8 | Чехословакия - Йозеф Страка | 6:37,2  | Бельгия - Ашиль Менже | 6:41,2 |
| M2x        | Швейцария - Эдуар Кандево - Эрнест Шнецлер | 6:11,8 | Италия - Микеланджело Бернаскони - Алессандро де Коль                                                                                                   | 6:16,4  | Бельгия - Карлос ван ден Дрисше - Луис Страувен | 6:19,6 |
| M2-        | Италия - Ромео Систи - Нино Больцони | 6:41,2 | Польша - Хенрик Будзиньский - Ян Миколайчак | 6:46,8  | Бельгия - Эво - Солтерманс | 7:08,4 |
| M2+        | Италия - Ренцо Вестрини - Пьер Луиджи Вестрини - Чезаре Милани (р) | 7:04,8 | Франция ? | 7:07,0  | Польша - Виктор Шелонговский - Хенрик Грабовский - Тадеуш Гаворский (р) | 7:18,0 |
| M4-        | Италия - Чезаре Росси - Пьетро Фрески - Умберто Бонаде - Паоло Дженнари                                                                                                   | 5:56,8 | Нидерланды - Дан Ферман - Яп Стенгер - Г. Н. де Лайве - Й. Б. Босскер                                                                                   | 6:04,2  | Польша - Ежи Браун - Леон Биркхольц - Эдмунд Янковский - Францишек Брониковский | 6:12,6 |
| M4+        | Италия - Валерио Перентин - Джилианте д’Эсте - Николо Виттори - Джованни Делизе - Ренато Петронио (р)                                                                     | 6:15,6 | Дания - Оге Хансен - Кристиан Ольсен - Вальтер Кристиансен - Рихард Ольсен - Поуль Рихардт (р)                                                          | 6:18,2  | Швейцария - Эдуард Шедели - Пауль Вахтель - Рене Бюлер - Вилли Мюллер - Жорж Штайнер (р) | 6:22,2 |
| M8+        | Италия - Витторио Чони - Энрико Гарцелли - Гульельмо Дель Бимбо - Роберто Вестрини - Дино Барсотти - Эудженио Ненчи - Марио Баллери - Ренато Барбьери - Чезаре Милани (р) | 5:54,8 | Югославия - Драги Главинович - Йосип Гаттин - Эмиль Браинович - Петар Кукоч - Миче Любич - Йосип Мрклич - Андра Жежель - Душко Жежель - Камило Роич (р) | 6:00,2  | Польша - Стефан Юрковский - Витольд Лепоровский - Здислав Каспшак - Владислав Тулишка - Мечислав Тулишка - Збигнев Каспшак - Мариан Зенткевич - Александер Мошалевич - Бронислав Зимний (р) | 6:02,8 |